# Horňa
Horňa é um município da Eslováquia, situado no distrito de Sobrance, na região de Košice. Tem 6,73 km² de área e sua população em 2018 foi estimada em 344 habitantes.

## Demografia
| Ano:        | 1994 | 2004   | 2014   | 2024   |
| ----------- | ---- | ------ | ------ | ------ |
| Broj ljudi: | 382  | 388    | 355    | 325    |
| Razlika:    |      | +1,57% | -8,50% | -8,45% |

| Ano:               | 2023 | 2024   |
| ------------------ | ---- | ------ |
| Número de pessoas: | 322  | 325    |
| Diferença:         |      | +0,93% |